# Dick Groeneweg
Dick Groeneweg (Numansdorp, 26 augustus 1939 - 14 september 2023) was een  Nederlands wielrenner.
Dick Groeneweg was een zoon van Gerrit Groeneweg en Anthonia Adriana Pieternella (Toos) van Nederpelt. In de jaren 60 kwamen er veel talentvolle wielrenners van de Zuid-Hollandse eilanden. Dick was in 1960 Nederlands wegkampioen bij de amateurs.
Groeneweg werd in 1960 op het circuit van Zandvoort Nederlands kampioen bij de amateurs. In 1963 werd Dick tweede in het nationaal wegkampioenschap achter Peter Post. In de jaren 1964-5 reed hij daar in de Top 10.
Na zijn carrière was Dick Groeneweg vele jaren actief als bestuurder van de vakbond voor profwielrenners naast zijn dagelijks werk als verzekeringsagent.
In 2023 vierde hij zijn 60-jarig huwelijk met Loes van Dienst met wie hij twee dochters en een zoon heeft.

## Resultaten in voornaamste wedstrijden
| Jaar | Gent-Wevelgem | Parijs-Tours |
| ---- | ------------- | ------------ |
| 1963 |               | 15e          |
| 1964 | 54e           | 17e          |
| 1965 | 29e           |              |